# Peter Philips (visagist)
Peter Philips is een Belgische visagist. Hij wordt als toonaangevend beschouwd.

## Biografie
Philips studeerde grafisch ontwerp te Brussel en later mode aan de Antwerpse Academie. Vanaf 1995 ging hij aan het werk als visagist. Hij werkte samen met onder anderen Dries Van Noten, Fendi, Willy Vanderperre, Olivier Rizzo, Raf Simons, Inez & Vinoodh en Giorgio Armani.
Tussen 2008 en 2013 was hij creatief directeur make-up bij Chanel, om vanaf 2014 in dezelfde functie aan de slag te gaan bij Dior.